# Lindenhof (Zürcher Hügelzug)

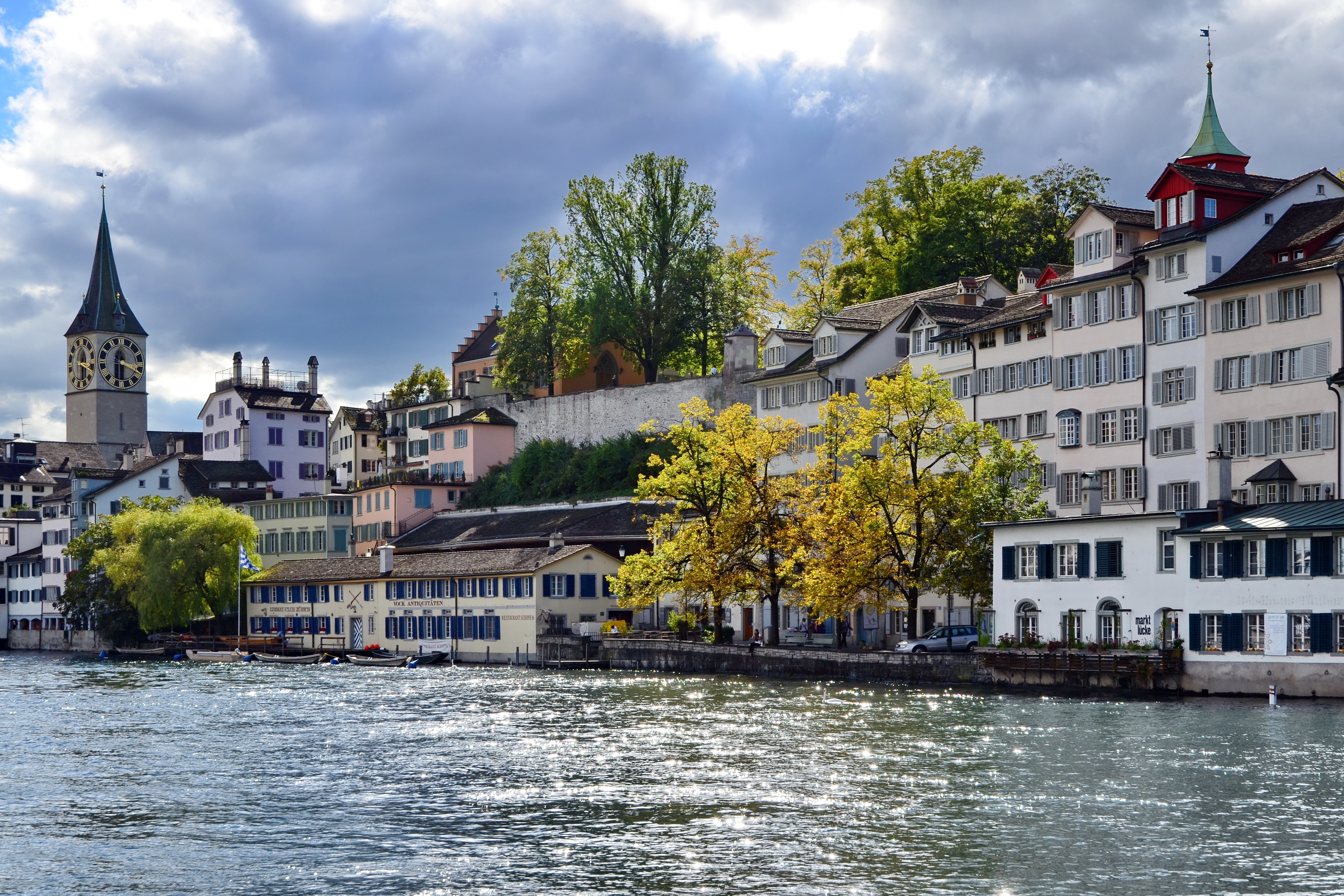
Die Lindenhof-Moräne erhebt sich über Limmat und den Häusern an der Schipfe

Der Lindenhof ist als Teil der eiszeitlichen Endmoräne und Hügelzug der historische Stadtkern und ein öffentlicher Platz der Schweizer Stadt Zürich.

## Topographie

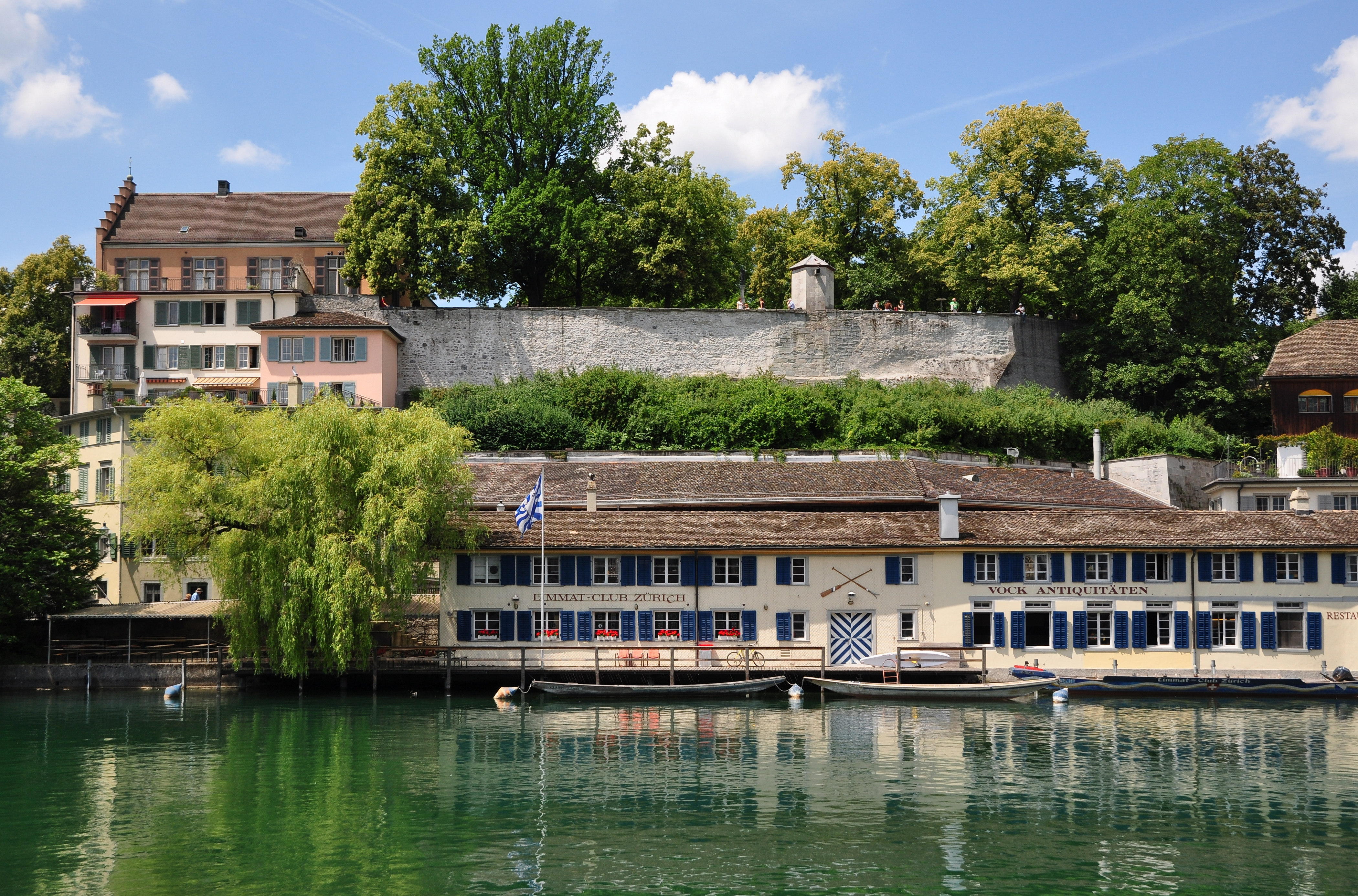
Limmatseitige Stützmauer des Lindenhofs

Als markanteste Erhebung des Quartiers Lindenhof (Kreis 1) bildet der Hügelzug nördlich in den Sihlbühl übergehend das Zentrum der Altstadt. Seit dem Bau der Uraniastrasse (1905) wird der Lindenhof-Sihlbühl im Norden (ehemaliges Kloster Oetenbach / Polizeihauptwache) von dieser begrenzt und reicht im Süden bis zur Kirche St. Peter. Im Westen begrenzt die Bahnhofstrasse und im Osten die Limmat den Hügelzug.
Moränenhügel wie der Lindenhof sind für das Gebiet um Zürich prägend, dazu gehören die Höhenzüge vom Käferberg-Waidberg, Zürichberg-Adlisberg bis zum Pfannenstiel und der Üetliberg mit der Albiskette. Auch die Entstehung des Zürichsees geht auf die Moränenablagerung zurück. Der heute weitgehend abgeflachte Lindenhof (428 m ü. M.) erhebt sich rund 25 Meter über dem Niveau der Limmat auf Höhe der Schipfe (405 m ü. M.).

## Besiedlungsgeschichte

### Frühgeschichte und La-Tène-Zeit
Die aus der Moränenbildung entstandenen Flachuferzonen des Zürichsees förderten zwischen 4500 und 850 v. Chr. die Bildung jungsteinzeit- und bronzezeitlicher Seeufersiedlungen beim Seeabfluss der Limmat, beispielsweise beim Kleinen und Grossen Hafner sowie beim Bauschänzli (Stadthaus), Alpenquai (Bürkliplatz) und Lindenhof. Bereits in der Mittelbronzezeit (um 1500 v. Chr.) dürfte der Hügelzug bewohnt gewesen sein, wie Fundstücke von Werkzeugen aus der Limmat vermuten lassen. Der Lindenhof war damals wohl weitgehend von Wasser umgeben: Noch bis ins Frühmittelalter war der Münsterhof eine sumpfige, von einem wilden Sihlarm der hier in die Limmat mündete, überflutete Mulde.
Seit 1997 ist mit dem Oppidum Lindenhof eine keltische Siedlung aus der späten Latènezeit nachgewiesen, die sich im Zusammenhang mit dem Oppidum Uetliberg gebildet haben dürfte.

### Römische Epoche

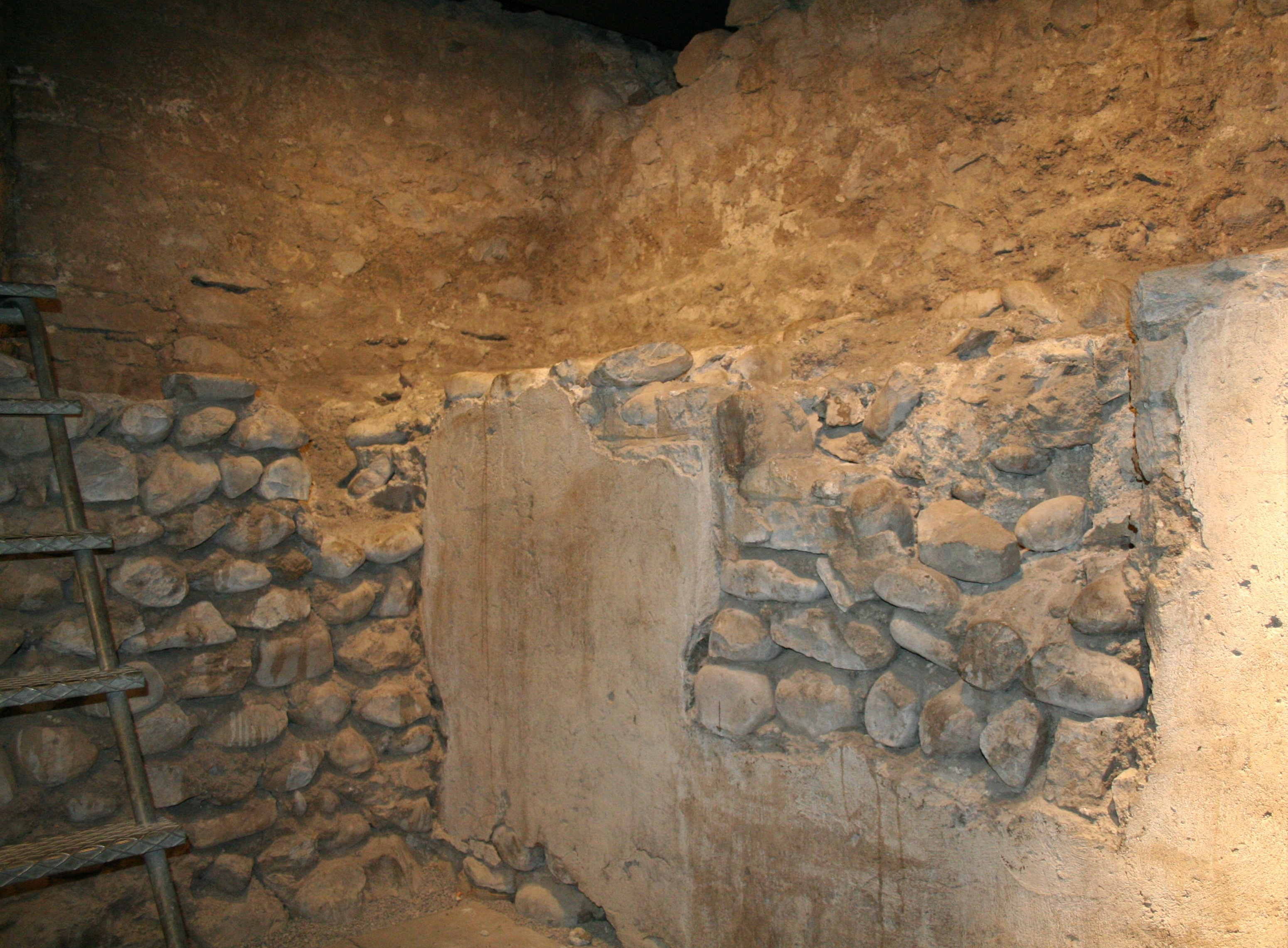
Überreste römischer Bauten im sogenannten Lindenhofkeller

Um 15 v. Chr., nach der Eroberung durch Drusus und seinen Bruder Tiberius (Kaiser Tiberius Claudius Nero von 14 bis 37 n. Chr.), beide Stiefsöhne des Augustus, lag das Gebiet am linken Ufer des Zürichsees im Grenzbereich der römischen Provinzen Raetia und Germania superior. Die Besetzung des Lindenhofes durch römisches Militär datiert die moderne Forschung auf das Jahr 15 v. Chr. Aus der römischen Epoche sind auf dem Lindenhof mehrere Steingebäude bekannt. Der Hügel war Teil des vicus Turicum, einer unbefestigten Siedlung, die sich auf beiden Seiten der Limmat um eine römische Brücke ausdehnte, unweit der heutigen Rathausbrücke. Die angrenzende Kirche St. Peter steht vermutlich an der Stelle eines römischen Jupitertempels; in der Thermengasse (Weinplatz), wo einst eine Limmatbucht lag, können Überreste einer öffentlichen römischen Badeanlage besichtigt werden. Turicum, der römische Name des heutigen Zürich, wird erstmals Ende des 2. Jahrhunderts n. Chr. erwähnt, auf einem beim Lindenhof gefundenen Grabstein des anderthalbjährigen Lucius Aelius Urbicus, Sohn des Vorstehers der römischen Zollstation. Der Grabstein befindet sich im Schweizerischen Landesmuseum, eine Kopie ist in die Mauer beim Lindenhof (Pfalzgasse) eingelassen.
In spätrömischer Zeit verlagerte sich der Siedlungsschwerpunkt erneut auf den leicht zu befestigenden Lindenhof. Die topografischen Gegebenheiten ausnutzend, wurde während der Regierungszeit von Kaiser Valentinian I. auf der Hügelkuppe ein Kastell errichtet, das die Zollstation gegen die im Verlauf der Völkerwanderung aus dem Norden vordringenden Alamannen sichern sollte. Die nur 4500 Quadratmeter grosse, aber sehr starke Befestigung wurde mit zehn Türmen und einer zwei Meter breiten Mauer verstärkt, die bis ins Mittelalter intakt blieb. Mauerreste dieses Bauwerks kamen beim Abbruch der von der Freimaurerloge Modestia cum Libertate erworbenen Liegenschaft Zum Paradies am südlichen Ende des Lindenplatzes zum Vorschein und können auf Anfrage im sogenannten Lindenhofkeller besichtigt werden.

### Mittelalter

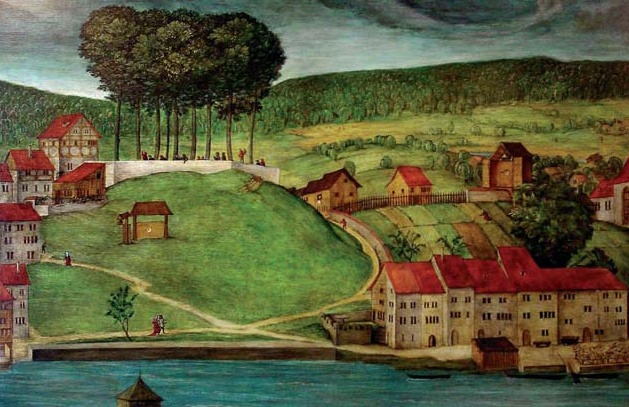
Lindenhof und Schipfe am Ende des 15. Jahrhunderts. Darstellung auf den Altarbildern von Hans Leu dem Älteren.

In nachrömischer Zeit wurde die Kuppe eingeebnet: Die Kastell- wurde zur Stützmauer und gab der Lindenhofterrasse weitgehend ihre bis heute bestehende Form. Im Hochmittelalter bildete der Lindenhof zusammen mit dem Quartier Rathaus den ältesten Kern der heutigen Stadt Zürich. Bedeutende Teile der mit dauerhaftem Kalkmörtel gebundenen antiken Kastellmauer wurden im Spätmittelalter auch in die hohe limmatseitige Stützmauer und in den Bürgerhäusern rings um den Lindenhof integriert. Aus ihrem Material entstand auf der Limmatseite des Hügels eine Königspfalz; Schauplatz von Reichstagen und Festlichkeiten, wie der Verlobung des späteren Kaisers Heinrich IV. mit Bertha von Turin an Weihnachten 1055. Die Pfalz wurde geschleift, als Zürich nach dem Aussterben der als Reichsvögte amtierenden Zähringer im Jahr 1218 reichsfrei wurde.
Bei Grabungsarbeiten kamen 1937 im südwestlichen Teil des Lindenhofes einige von West nach Ost ausgerichtete Gräber von Kindern und Erwachsenen zutage. Es wird vermutet, dass die Gräber im späteren Mittelalter angelegt wurden. Im Jahr 1384 wird erstmals eine Kapelle auf dem Lindenhof erwähnt; wo die Kapelle genau stand, konnte bis heute nicht genau geklärt werden.
Die Kapelle könnte mit den ab 1271 belegten Prozessionen – als Teil der Prozessionsachse Wasserkirche, Grossmünster und Fraumünster – am Palmsonntag und Pfingstmittwoch auf den Lindenhof in Zusammenhang gestanden haben. Mit den Feierlichkeiten am Pfingstmittwoch ehrte die Bevölkerung ihre Stadtheiligen Felix und Regula und Exuperantius. Der Richtebrief von 1304 berichtet von einem Ratsbeschluss, «die Reliquien der Heiligen über den Hof zu tragen, wie es schon von alters her Gewohnheit gewesen sei», wohl mit der Hoffnung, sich weiterhin den Schutz der Stadtheiligen zu sichern. Das Ende der Prozessionen folgte um das Jahr 1524, mit Beginn der Reformation, weil der Rat «damit grosser Hoffahrt von Wib und Mannen ersparte werde und viel unnützer Reden underwegen blieben».
Zur weiteren Geschichte siehe auch Stadtquartier Lindenhof und Geschichte der Stadt Zürich.

## Der Lindenhof als Teil der mittelalterlichen Stadtbefestigung
Das Kastell bestand bis ins Frühmittelalter, als auf seinen Grundmauern eine karolingische, später eine ottonische Pfalz (1054) errichtet wurde. Die Pfalz des 10./11. Jahrhunderts war ein langgezogener Bau mit Kapelle und nahm die ganze Ostseite des befestigten Lindenhofs ein. Der Lindenhof bildete damit den Kernpunkt der mittelalterlichen ersten Stadtbefestigung, die ein etwas weiteres Areal als das römische Kastell einschloss. Nachgewiesen ist der Befestigungsring als Spitzgraben im oberen Rennweg und indirekt in der Fortunagasse. Das Pfalzgebäude wurde in einer späteren Phase zu einer wehrhaften Burg (letztmals 1172 erwähnt, 1218 geschleift) mit Türmen und vorgelagertem Doppelgraben ausgebaut.

## Festplatz und Naherholungsgebiet

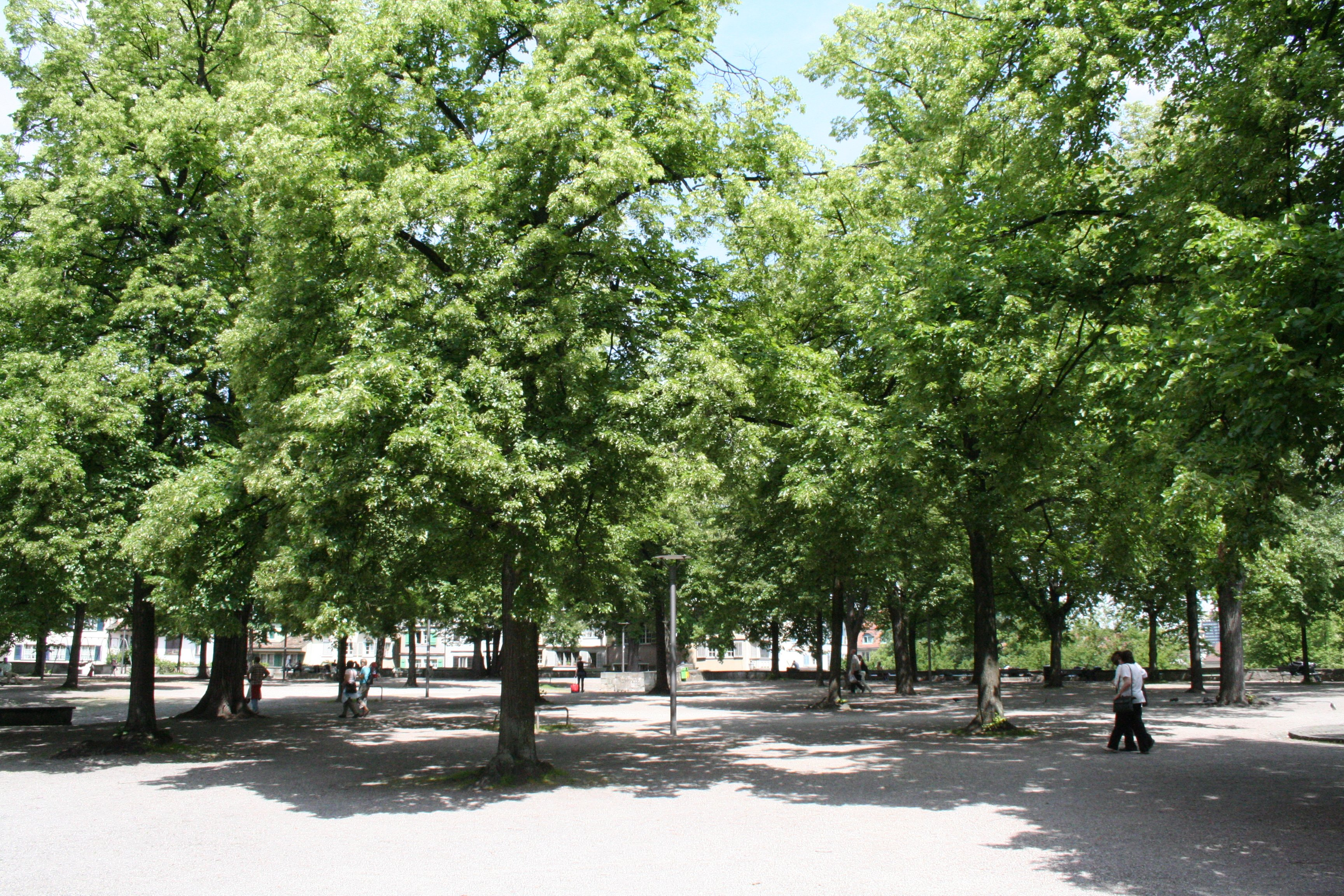
Gesamtansicht, Blick nach Norden

Mit dem Abbruch der einstigen kaiserlichen Residenz wandelte sich der Lindenhof – der einzige Ort mit öffentlicher Grünanlage innerhalb der Stadtmauern – zum Raum des öffentlichen Lebens und der Entspannung und wurde vermutlich im 14. Jahrhundert zum Festplatz mit dichtem Baumbewuchs umgestaltet. Prägend wurden für die nächsten Jahrhunderte steinerne Tische, Armbruststände, Schachspiele und eine Kegelbahn. Überdauert haben der politische Symbolgehalt des einstigen Machtzentrums, der Platz als Treffpunkt und die Tradition der Schachspiele, welche sich auch heute noch grosser Beliebtheit erfreuen.

Im Jahr 1474 sollen gemäss einer Chronik 52 Linden auf dem Hof gepflanzt worden sein. Steinerne und hölzerne Scheiben in ihrem Schatten dienten als Tische, auf denen Schach gespielt wurde. Das Bogen- und Armbrust-Schiessen war neben dem Trinken wohl eine der wichtigsten Freizeitbeschäftigungen auf dem Lindenhof. Überliefert ist ein Schützenfest am 25. August 1526, als Schützen aus St. Gallen mit ihrem Bürgermeister in Zürich gastierten. Sie wurden vom Stadtzürcher Bürgermeister, den Räten und allen Zünften zum Essen auf den Lindenhof geführt, dem auch die prominenten Geistlichen Ulrich Zwingli, Leo Jud, Konrad Pelikan, Oswald Myconius und der Abt des Klosters Kappel beiwohnten. Einem Bericht aus der Mitte des 17. Jahrhunderts sei zu entnehmen, dass jede Zunft über ihren eigenen Steintisch verfügte und sie sich seither am Sechseläuten unter den Linden zusammenfanden. Gottfried Keller schildert in seinem Gedicht Ein Festzug in Zürich (1856) das glanzvolle Festmahl der kostümierten Teilnehmer.

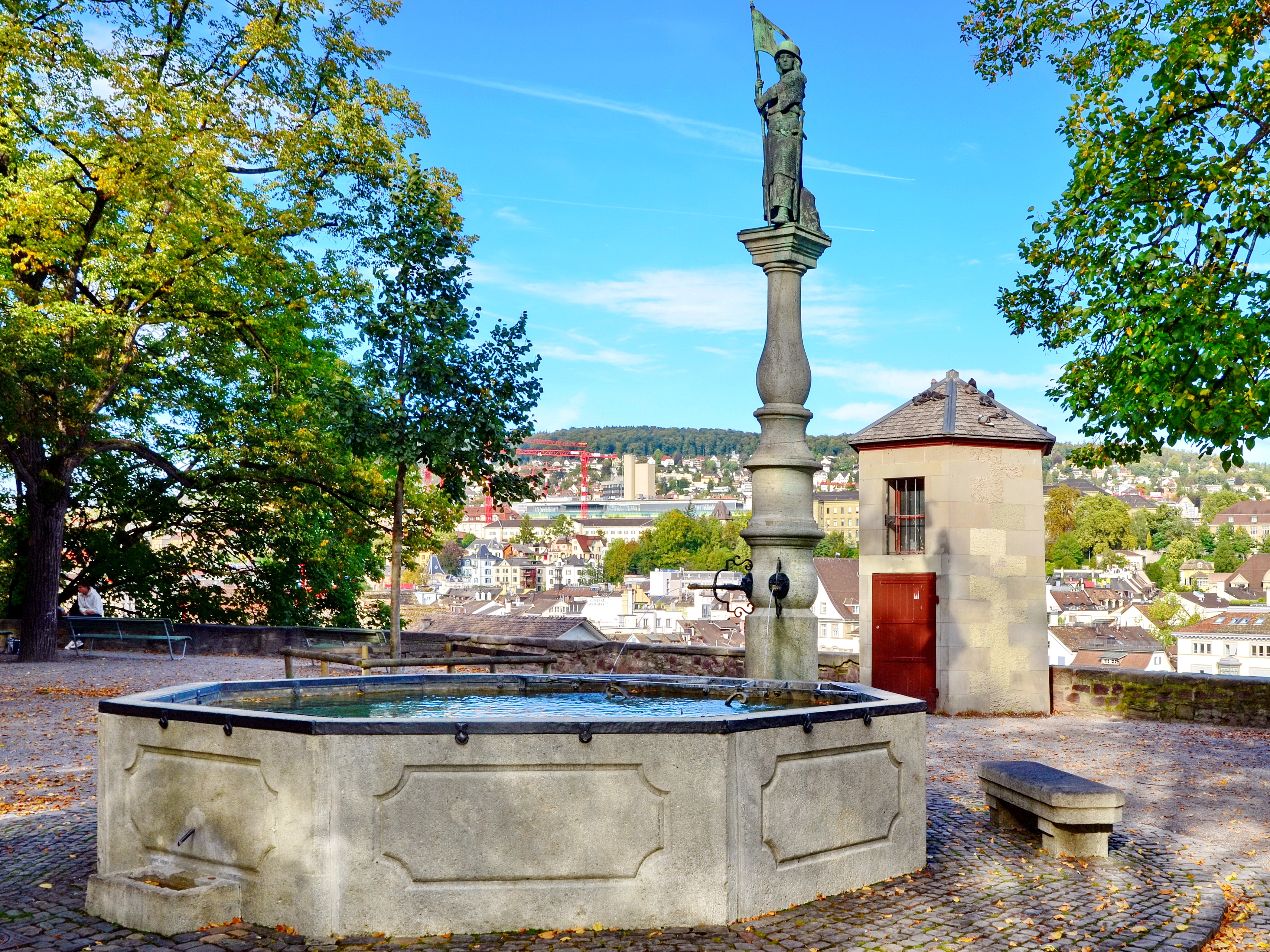
Hedwig-Brunnen (1668), mit Brunnenfigur von Gustav Siber (1910)

Der 1668 erbaute Hedwig-Brunnen erinnert an die historisch nicht zweifelsfrei gesicherte Legende zur Belagerung von 1292 durch Herzog Albrecht I. von Habsburg, den damaligen Stadtherrn von Winterthur: Während die Zürcher Männer erfolglos versuchten, Winterthur zu erobern, und Zürich ohne militärischen Schutz liessen, hätten sich die Stadtfrauen in der Not gepanzert und mit Lanzen bewehrt auf der Lindenhofmauer aufgestellt, worauf die Österreicher abzogen. Die behelmte Figur der Anführerin der beherzten Frauen – Hedwig ab Burghalden – erinnert an diese Begebenheit.

Unter barockem Einfluss wurde der Lindenhof im Jahre 1780 in eine streng geometrische Anlage mit Achsenkreuz und Diagonalen umgewandelt. 1798 leistete die Bevölkerung der Stadt Zürich auf dem Lindenhof den Eid auf die Helvetische Republik. Nach dem Johannisfest 1851 erwarb die Freimaurerloge Modestia cum Libertate (M.c.L.) am 22. Mai 1852 das von der Familie Gessner zum Verkauf angebotene Haus Zum Paradies auf dem Lindenhof und baute es zum Logengebäude mit seinen markanten Treppengiebeln um. Beim Umbau der Liegenschaft kamen Münzen, Ofenkacheln und andere Fundstücke aus römischer und mittelalterlicher Zeit zum Vorschein. Sie wurden der Antiquarischen Gesellschaft übergeben.

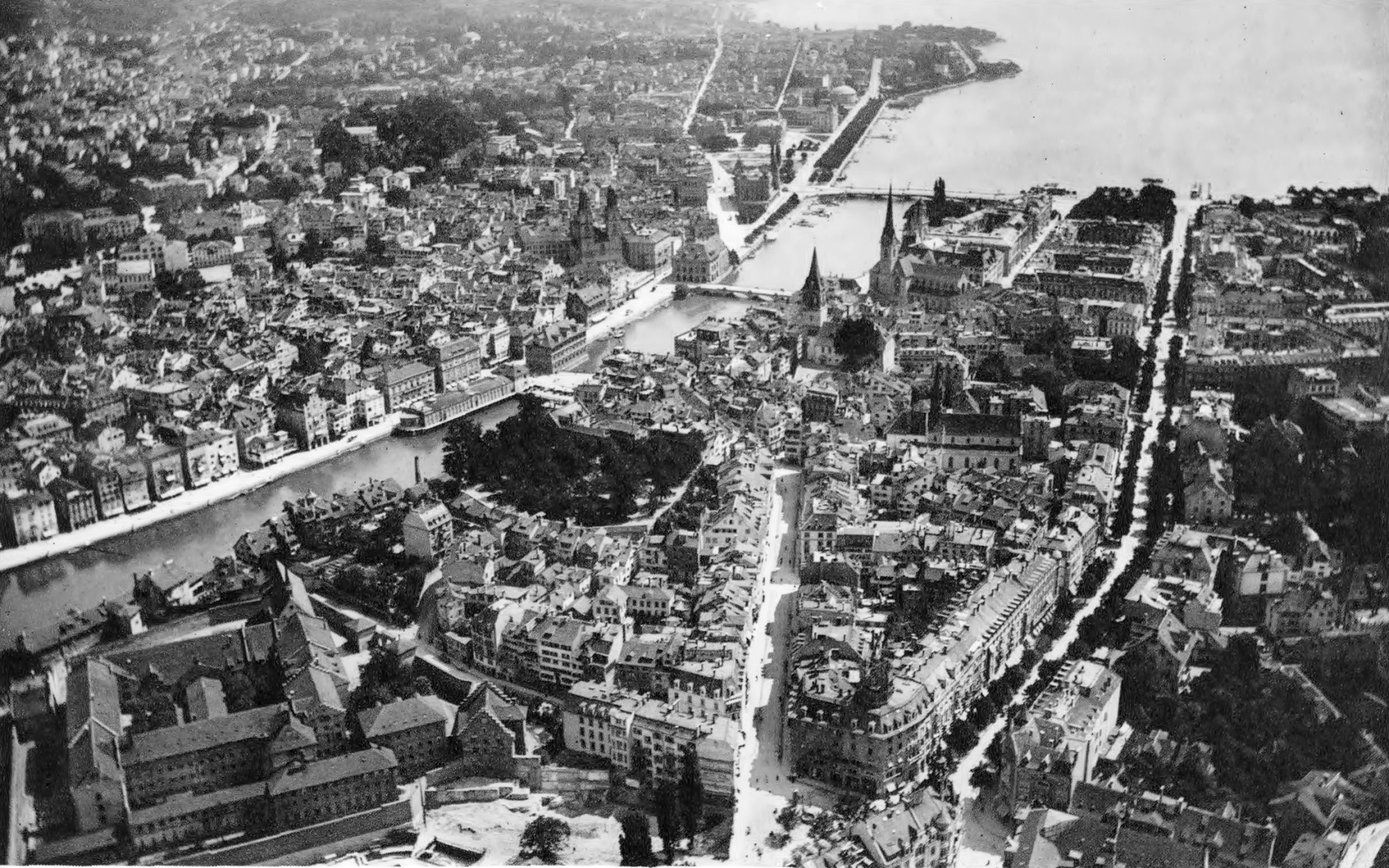
Altstadt, mit Lindenhof im Bildzentrum, auf einem Luftbild (1896/98) von Eduard Spelterini

Der Lindenhof wandelte sich 1861 dem Zeitgeschmack entsprechend zu einer Parkanlage. 1865 führten schwere Sturmschäden zu einer Neugestaltung: Anstelle der Linden wurden Kastanien, Akazien und Götterbäume gepflanzt. Die Neubepflanzung fand jedoch keine Akzeptanz in der Bevölkerung und musste nach 1900 wieder Linden weichen, womit der Platz sein heutiges Erscheinungsbild erhielt. Der Lindenhof ist nur zu Fuss durch die engen Gassen des mittelalterlichen Stadtkerns zu erreichen.

## Veranstaltungen
Nebst dem Zunftessen, einer Anzahl öffentlicher Veranstaltungen und Feste, finden sich seit 1879 am letzten Apriltag alljährlich die Singstudenten auf dem Lindenhof ein, zur Begrüssung des neuen Monats Mai. Aus der diesbezüglichen behördlichen Bewilligung vom 2. Mai 1921: «Dem Studentengesangs Verein Zürich wird auf Zusehen hin die dauernde Bewilligung erteilt für das alljährliche Maiensingen je in der Nacht vom 30. April bis 1. Mai, 24.00 Uhr».
Heute gilt der Lindenhof als einer der bekanntesten Plätze und Freizeitflächen im Herzen der Stadt Zürich, der eine beeindruckende Aussicht inmitten des historischen Kerns der Stadt Zürich über die Limmat und das Limmatquai hinweg auf die rechtsufrige Altstadt erlaubt und daher auch zu den touristischen Attraktionen der Stadt Zürich zählt. Zu den prominentesten historischen Besuchern gehörten Casanova, Goethe, Johannes von Müller, Herzog Karl August von Sachsen-Weimar-Eisenach, Johann Gottlieb Fichte, Anne Louise Germaine de Staël, Schlegel, Johann Ludwig Uhland, Franz Liszt, Richard Wagner und Brahms.

## Bilder

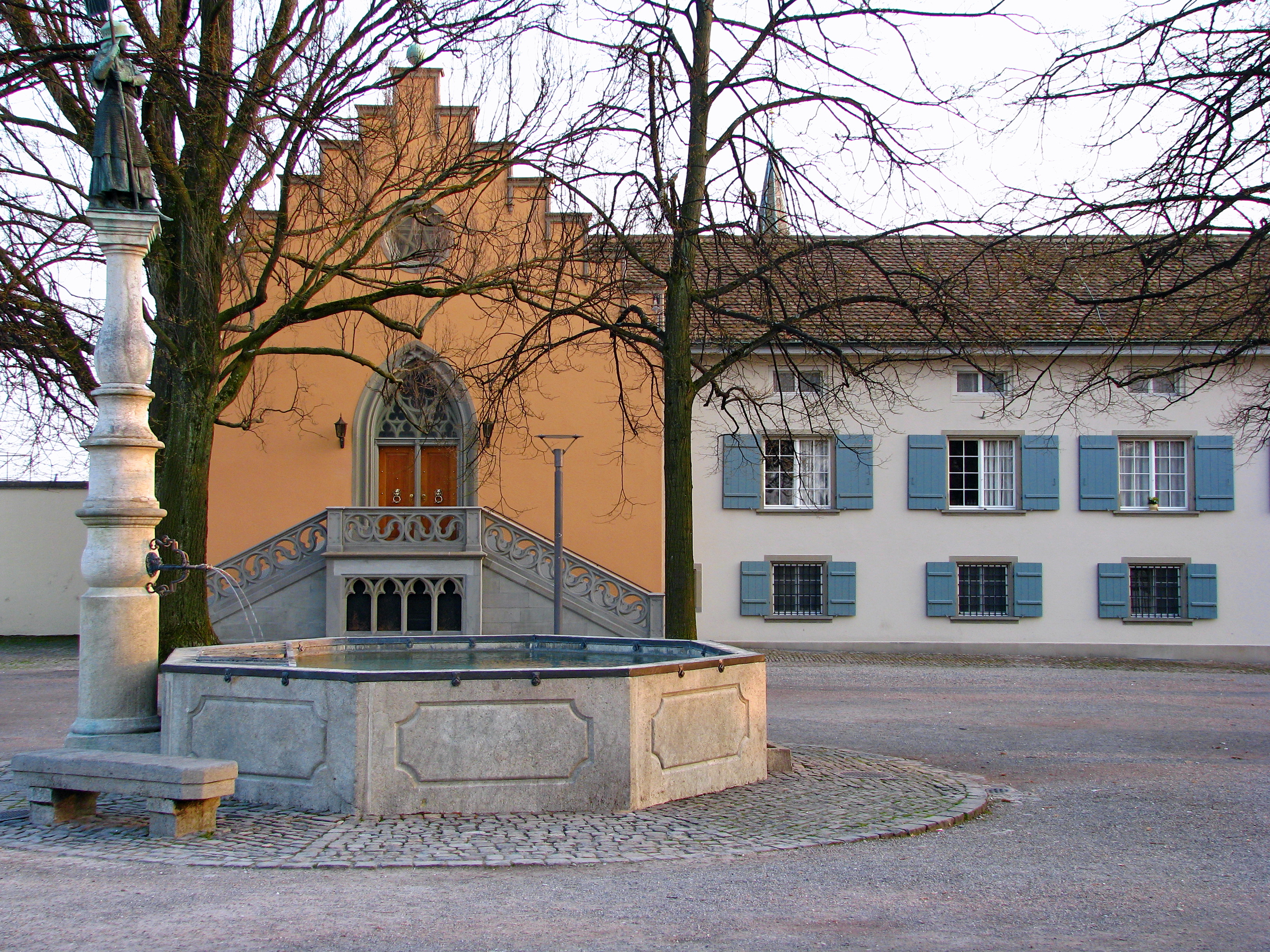
Logengebäude der Freimaurer Modestia cum Libertate (M.c.L.)
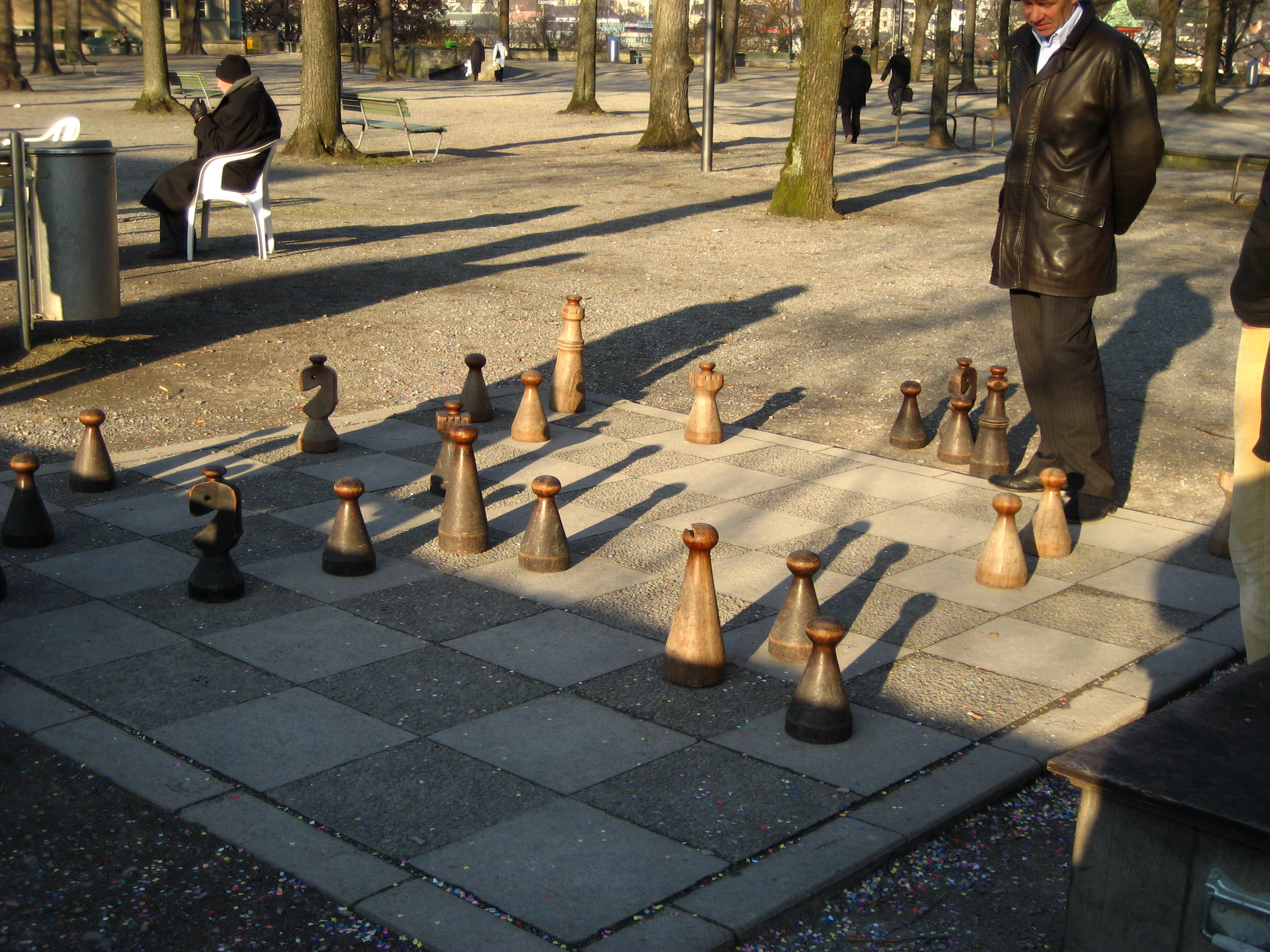
Schachspiel auf dem Lindenhof
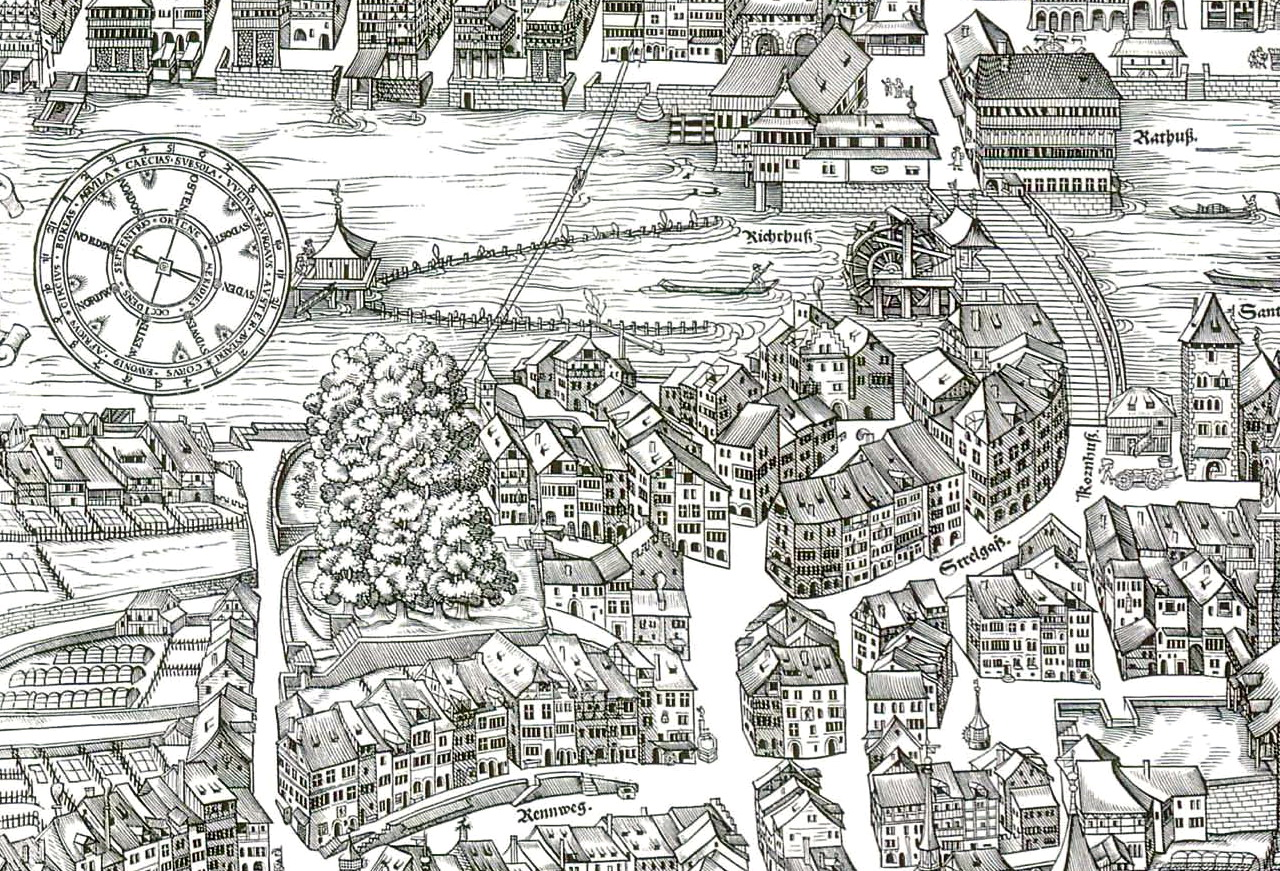
Der Lindenhof und angrenzende Stadtteile, Ausschnitt auf dem Murerplan.
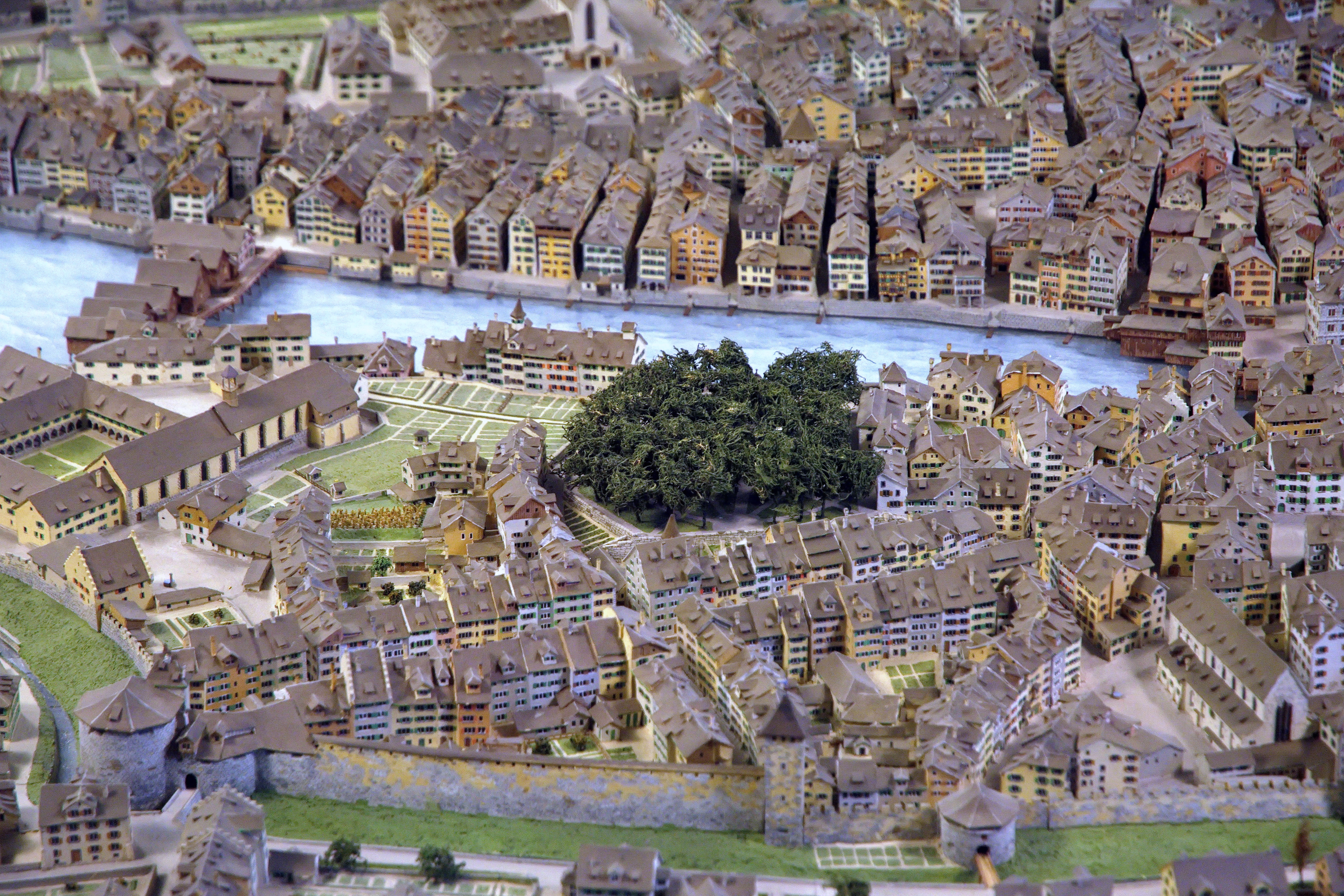
Der Lindenhof und seine Umgebung auf dem Stadtmodell im Baugeschichtlichen Archiv.
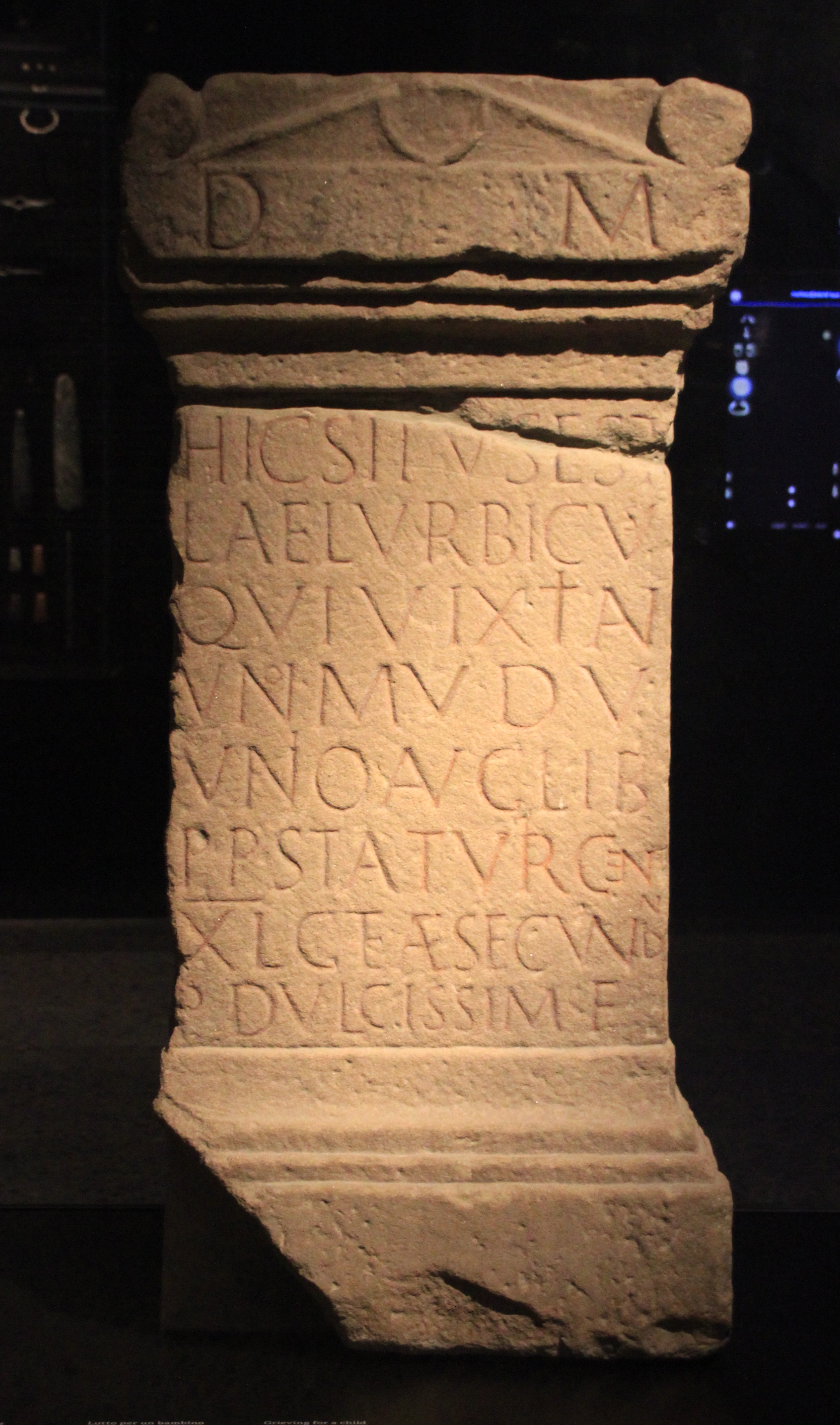
Römischer Grabstein gefunden auf dem Lindenhof, Original im Schweizerischen Nationalmuseum
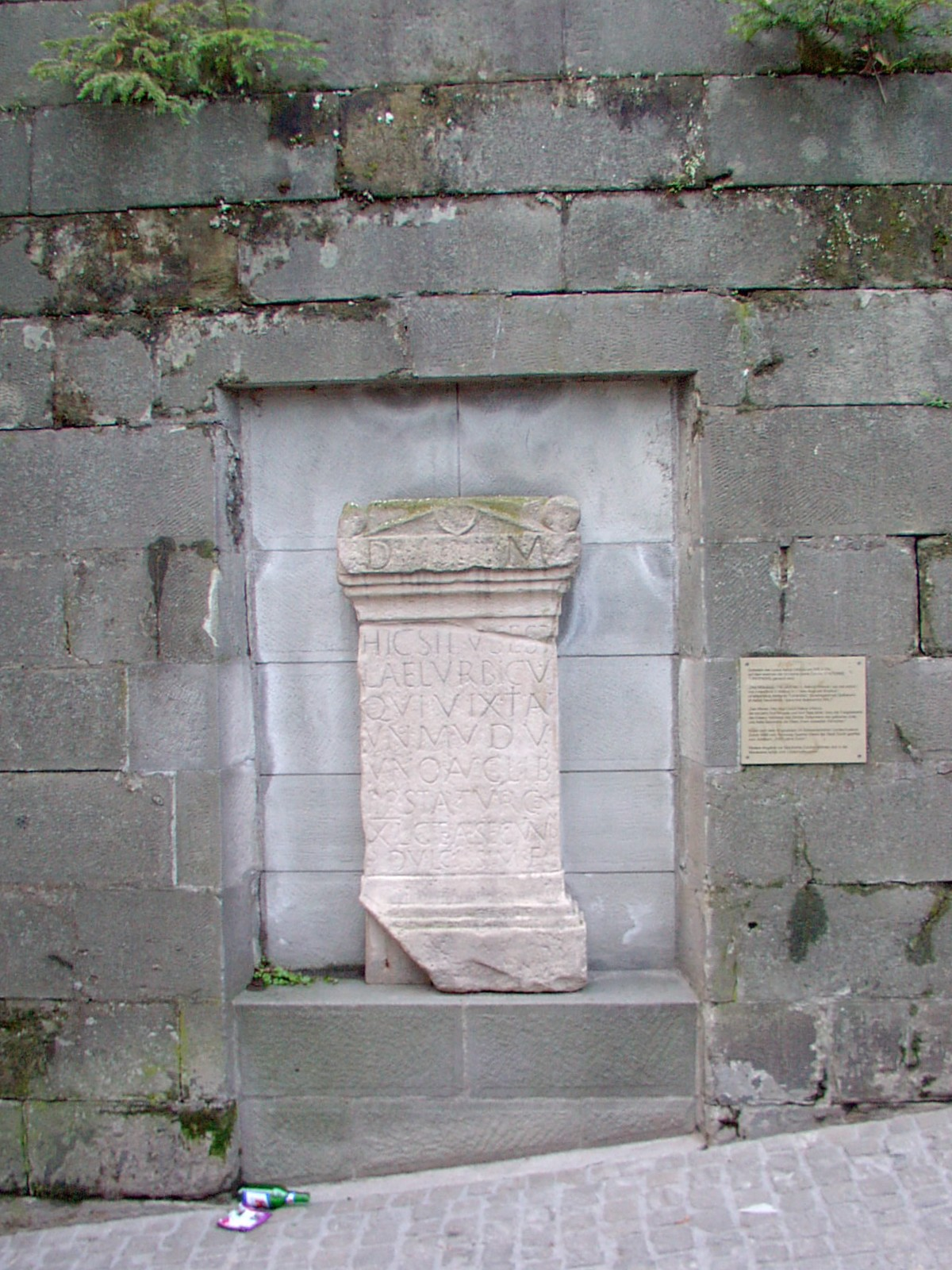
Kopie des Grabsteins auf dem Lindenhof